# حريق هائل
حريق هائل (بالإنجليزية: Wildfire)‏ هي ألبوم تم تسجيلها بواسطة المغنية الأمريكية ومؤلفة الأغاني ريتشل بلاتن، والتي تم إصدارها من قبل كولومبيا للتسجيلات وسوني للترفيه الموسيقي في 1 يناير 2016.

## روابط خارجية
- حريق هائل على موقع ميتاكريتيك (الإنجليزية)